# Правила на Свети Августин
Правилата на Свети Августин (на латински: 'Regula Sancti Augustini'), известни и като Устав на Свети Августин е един от най-разпространените в Католическата църква устави за монаси и каноници.